# Товарна інтервенція
Товáрна інтервéнція (англ. commodity intervention) — масовий продаж певного виду споживчих товарів з метою погасити ажіотажний попит на них і не допустити підвищення ринкових цін. Може здійснюватися державою для стабілізації ринку і цін.

## В Україні
Українське законодавство визначає товарну інтервенцію як продаж сільськогосподарської продукції при зростанні цін на організованому аграрному ринку понад максимальний рівень, що здійснюється з метою досягнення рівня рівноваги, у тому числі шляхом продажу товарних деривативів.
Товарні інтервенції здійснюються Аграрним фондом шляхом продажу (поставки) окремих об'єктів державного цінового регулювання на організованому аграрному ринку на умовах споту або форварду з метою встановлення ціни рівноваги (фіксінгу) у розмірі, що не перевищує значення максимальної інтервенційної ціни.
Товарні інтервенції здійснюються у такому порядку:
- якщо рівень ціни попиту на умовах споту або форварду на визначений об'єкт державного цінового регулювання протягом однієї торгової сесії не перевищує встановлений рівень максимальної інтервенційної ціни або перевищує такий рівень не більше ніж на 5 відсотків від нього, товарна інтервенція не здійснюється;
- якщо рівень ціни попиту на умовах споту або форварду на визначений об'єкт державного цінового регулювання протягом однієї торгової сесії перевищує встановлений рівень максимальної інтервенційної ціни від 5 до 20 відсотків її значення, то Аграрний фонд здійснює товарну інтервенцію у розмірах, достатніх для встановлення ціни рівноваги (фіксінгу) на рівні, який не перевищує значення максимальної інтервенційної ціни;
- якщо рівень ціни попиту на умовах споту або форварду на визначений об'єкт державного цінового регулювання протягом однієї торгової сесії перевищує рівень максимальної інтервенційної ціни більше ніж на 20 відсотків від її значення, то Аграрний фонд призупиняє торгівлю таким товаром на поточній біржовій сесії та провадить консультації з учасниками біржового ринку;
- Аграрний фонд може у виключних випадках здійснювати товарну інтервенцію, якщо протягом однієї торгової сесії виникає загроза встановлення ціни рівноваги на рівні, що перевищує розмір максимальної інтервенційної ціни, або коли Кабінет Міністрів України приймає постанову щодо продажу таких об'єктів державного цінового регулювання, не пов'язаного з державним ціновим регулюванням (у тому числі з державного резерву).

## В інших країнах
Законодавство РФ визначає товарну інтервенцію як організаційний розпродаж з федерального і регіонального продовольчих фондів будь-якої сільськогосподарської продукції, сировини і продовольства, який здійснюється в разі дефіциту його на ринку, а також у разі зростання ринкових цін понад максимального рівня їх коливань.